# Alfred Verwee

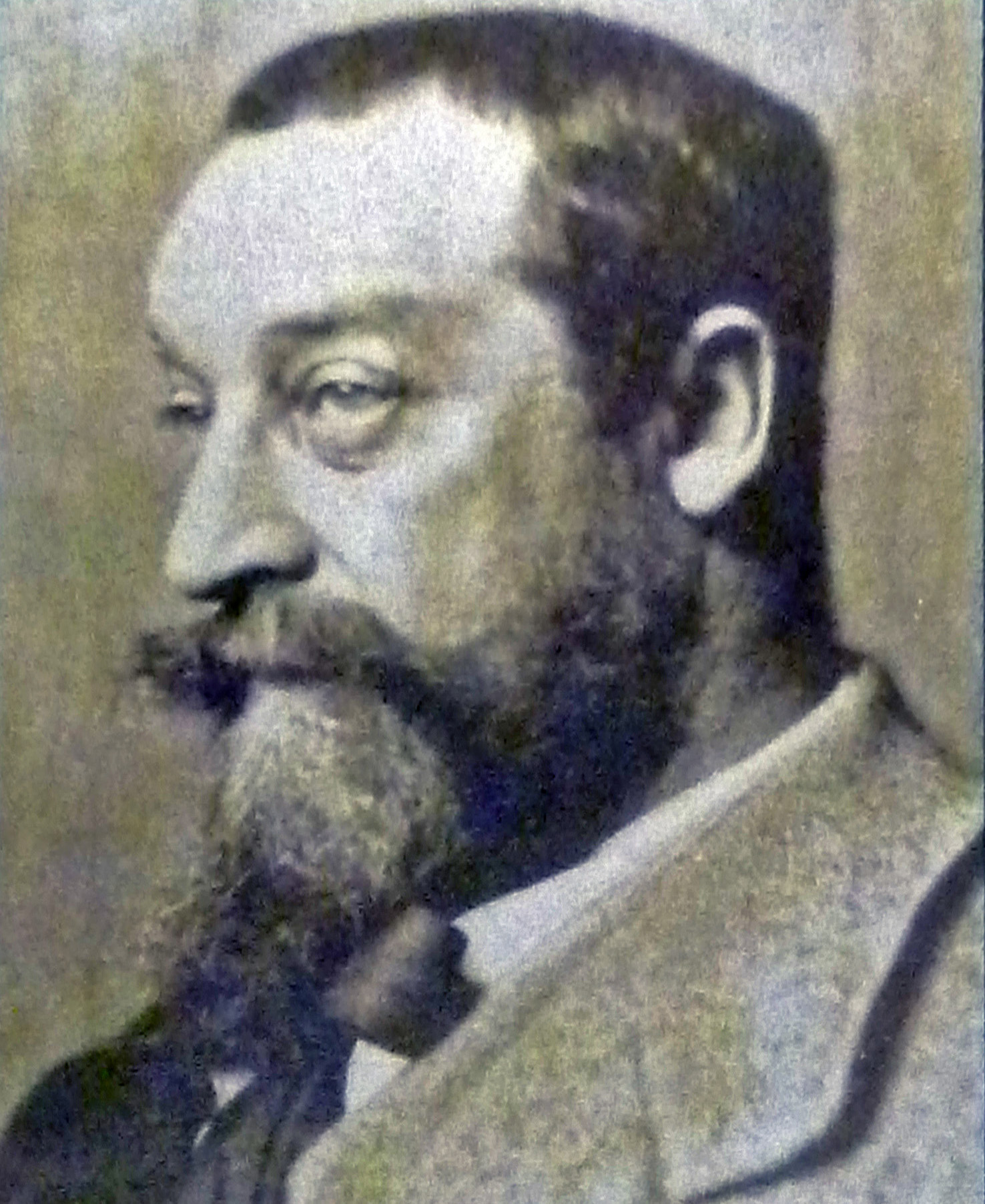
Alfred Verwee

Alfred Jacques Verwee (* 23. April 1838 in Sint-Joost-ten-Node; † 15. September 1895 in Schaarbeek) war ein belgischer Maler und Radierer, bekannt für seine Darstellungen von Tieren und Landschaften.

## Leben

### Jugend und Bildung
Sein Vater war der Kortrijker Maler Louis-Pierre Verwee (1807–1877), ein romantischer Maler von Winterlandschaften, der selbst ein Schüler von Eugène Verboeckhoven gewesen war. Sein Bruder war Louis-Charles Verwee, der ebenfalls Maler wurde und sich auf häusliche Szenen und Porträts spezialisierte.
Alfred Verwee erwarb das Diplom eines vereidigten Landvermessers, konnte aber sein Studium als Ingenieur aufgrund finanzieller Schwierigkeiten seiner Eltern nicht fortsetzen. Bereits in seiner Jugend begann Alfred Verwee aus dem Hobby heraus zu malen. Dabei wurde er von seinem Vater unterstützt, so dass er schon früh begann, Landschaften und Tiere im gleichen romantischen Stil zu malen. Zu dieser Zeit wurde er auch von Louis Robbe, Eugène Verboeckhoven und dem Franzosen Constant Troyon, einem Anhänger der Schule von Barbizon, beeinflusst.
Ab 1853 dachte er ernsthaft darüber nach, in die Fußstapfen seines Vaters zu treten und Maler zu werden. Er studierte an der Privatakademie des Brüsseler Genre- und Porträtmalers François Charles Deweirdt (1799–1855), der ebenfalls aus Kortrijk stammte und mit Louis-Pierre Verwee zusammenarbeitete. Er bildete Alfred Verwee in der reinen akademisch-romantischen Tradition aus. Alfred Verwee war auch an der „Académie Royale des Beaux-Arts“, besuchte aber nur wenige Kurs.

### Frühe Werke

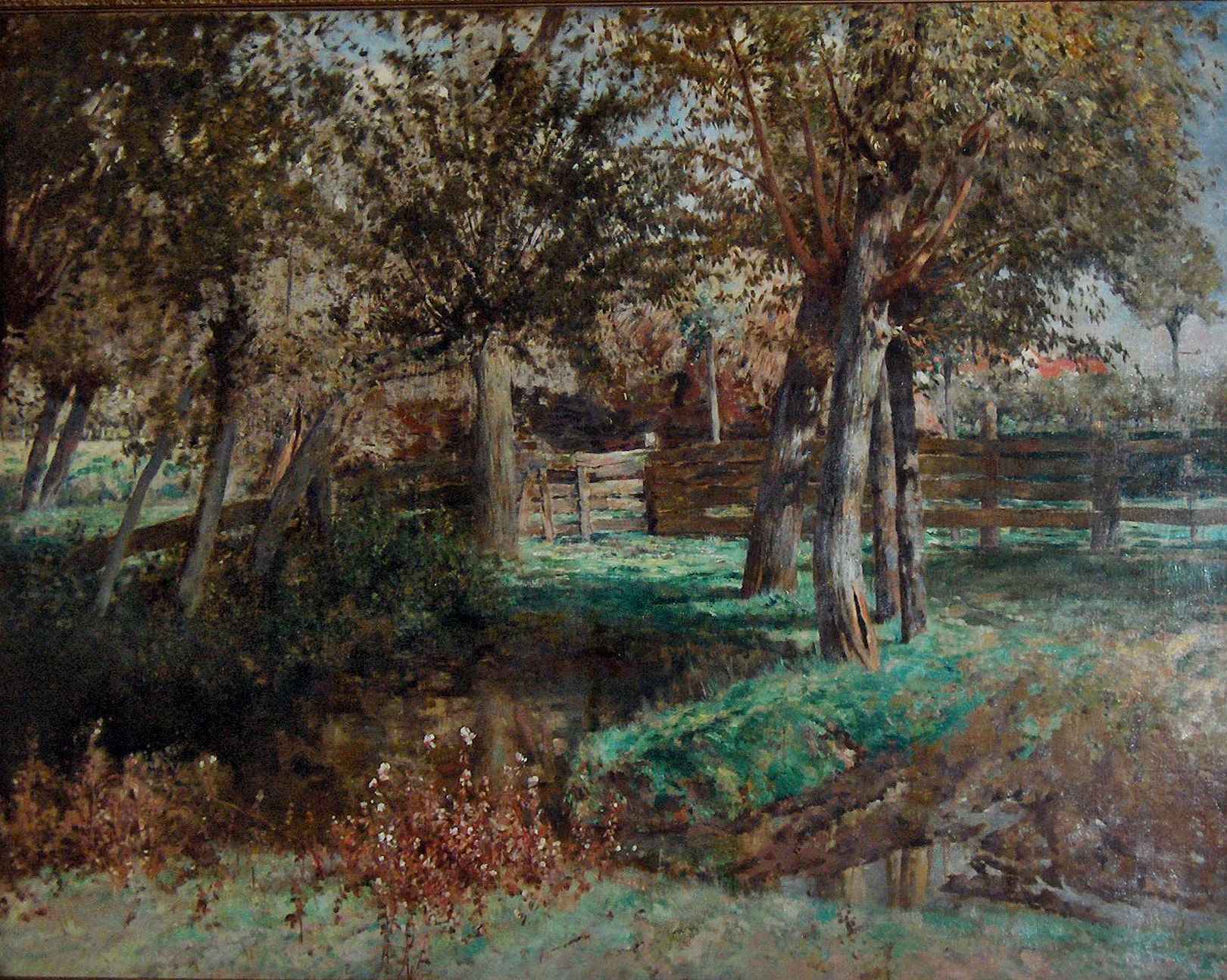
„Feuchtwiese mit Kopfweiden“

Er stellte erstmals 1857 im Brüsseler Salon mit einem Tiergemälde „Vieh auf der Wiese“ aus. Der Durchbruch gelang ihm 1863 im Brüsseler Salon mit einem ähnlichen Gemälde „Attelage flamand“, für das er eine Goldmedaille gewann.
Im Pariser Salon von 1864 gewann er erneut Gold mit seinem Gemälde „Die Spannung der Ochsen“ (erworben vom Museum von Kortrijk). Der Schriftsteller und Kunstkritiker Théophile Gautier schrieb darüber mit Lob. Alfred Verwee lernte in Paris den Tierbildhauer Antoine Barye kennen, der ihm riet, seine Karriere in Paris weiterzuentwickeln. In dieser Zeit lernte er Edouard Manet und Maler der Schule von Barbizon, Théodore Rousseau, Narcisse Díaz de la Peña, kennen. Diese Kontakte führten später zu einem stilistischen Wandel zum Realismus in seinen Werken, in dem er sich gegen den Stil von Eugène Verboeckhoven stellte, ebenso wie Louis Robbe und Joseph Stevens.
Sein Aufenthalt in Paris führte nicht zum gewünschten kommerziellen Erfolg, und er kehrte 1865 nach Brüssel zurück. In dieser Zeit freundete er sich in Brüssel mit dem Haager Marinemaler Hendrik Willem Mesdag an, der mehrere Werke von Verwee besaß. Durch ihn kam Verwee auch in Kontakt mit Mesdags Neffen Lawrence Alma-Tadema.
Von 1867 bis 1868 zog er mit seiner Familie nach London. Aber auch hier hatte er nicht den gewünschten kommerziellen Erfolg und kehrte bald nach Hause zurück, so mittellos wie zuvor.
Er heiratete 1868. Im selben Jahr unternahm er mit seinem Freund Louis Dubois eine Reise durch die Niederlande. Alfred Verwee wurde auch von den Polderlandschaften des niederländischen Malers Willem Roelofs beeinflusst, der damals in Brüssel lebte.

### Stiländerung
1868 wurde er Gründungsmitglied des Brüsseler Künstlerkreises „Société Libre des Beaux-Arts“, einer Gruppe junger Künstler, die sich den akademischen Romantikern und romantischen Realisten früherer Generationen widersetzten. Diese jungen Künstler wollten eine freiere, realistischere Kunst fördern. In diesem Umfeld aufstrebender Talente gewann Verwee das nötige Selbstvertrauen und es wurden Fortschritte in seinem Stil und seiner Technik gemacht. Alfred Verwee würde von nun an zur Stelle sein, in freier Wildbahn (en plein air) seine Themen wahrheitsgetreu auf der Leinwand festhalten, eine Reaktion gegen den Akademismus seiner Ausbildung.
Zwischen 1875 und 1880 verwandelte sich sein gemäßigter Realismus in eine große Vision der flämischen Bauernlandschaft, der Polder und der Ufer der Scheldemit gefütterten Kühen, die auf fruchtbarem Boden weiden. Er ließ das Licht eine Rolle spielen und verwendete hellere, lebendigere Farben, die mit einer weicheren Berührung niedergelegt wurden.
Dieser Stilwandel zeigte sich erstmals in seinem Gemälde „Landschaft mit Kühen“ von 1868 (The Mesdag Collection, Den Haag). Dieser neue Stil setzte sich in seiner Arbeit „Der Hengst“ fort, die ihm eine Goldmedaille auf dem Brüsseler Salon von 1869 einbrachte. Er perfektionierte diesen Stil in den vielen folgenden Werken: „Oogst in het Noorden van Vlaanderen“ (Salon 1872, Brüssel), „Een Span in Zeeland“ (Salon, 1873), „Wiese mit Mohnblumen, Ufer der Schelde“ (1873), „Pferde in der Nähe von Ostende“ (1878) und sein Meisterwerk „Monding van de Schelde“ (1880) (im Gegenlicht gemalt).
Er hatte auch einen guten Kontakt zu den Künstlern der Schule von Tervuren. 1876 war er Mitbegründer des Brüsseler Künstlerkreises „La Chrysalide“, der bis 1881 bestand. Dieser Kreis gilt als Vorläufer des Kunstkreises „L'Essor“ und später „Les XX“. Er war auch mit Euphrosine Beernaert befreundet, die durch den TiermalerLouis Robbe mit ihm in Kontakt gekommen war. Als auch er Mitglied von Les XX werden wollte, wurde er auf Betreiben von James Ensor und Willy Finch entschieden abgelehnt. Sie rächten sich, weil Alfred Verwee als einer der Organisatoren des Brüsseler Salons ihre Arbeit abgelehnt hatte.
Zusammen mit den MalernFrançois Musin, Louis Dubois, Joseph Van SeverendonckundAmédée Lynen wurde Alfred Verwee 1878 von den ArchitektenNaertund Laureys gebeten, an der bildlichen Innenausstattung des neuen Kursaals von Ostende mitzuwirken. Er schmückte einen Raum mit verschiedenen Tierbildern. Dieser Raum wurde später Verwee-Raum genannt.

### Malerkolonie Knokke

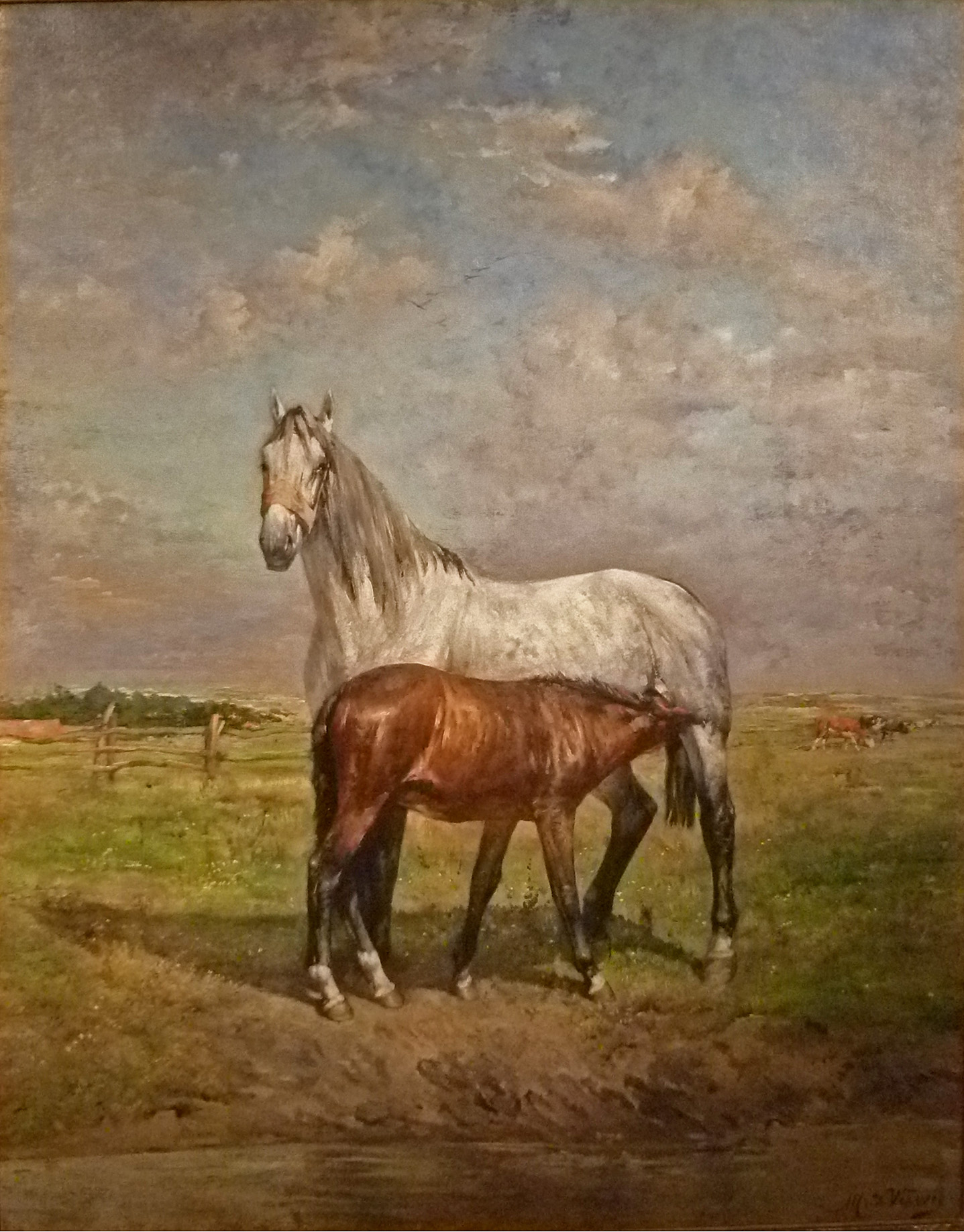
„Stute und Fohlen“

Um 1880 verfiel Alfred Verwee der Faszination der flämischen Küste in der Nähe von Knokke und Heist mit ihren Dünen und dem Meer, vor allem aber der Polderlandschaft dahinter. Knokke, damals nur ein Weiler, wuchs allmählich zu einem Künstlerdorf heran, das im Sommer viele prominente Künstler aus dem In- und Ausland anzog. Diese lebhafte Künstlerkolonie wurde als Malerkolonie Knokke bekannt.
In dieser Umgebung malte Alfred Verwee in dieser Zeit seine reiferen Werke mit einem impressionistischen Stil. Er suchte einen Kompromiss zwischen Tier- und Landschaftsmalerei. Die Landschaft in den flämischen Poldern als Hintergrund wurde unter freiem Himmel in impressionistischer Maltechnik und mit meist klaren bis silbrigen Farben gemalt. Im Atelier ergänzte er Kühe, Schweine oder Pferde, einzeln oder in Gruppen mit anatomischer Genauigkeit statisch im Vordergrund.
Im Jahr 1885 unternahm Alfred Verwee in Begleitung von Baron Alphonse de Haulleville eine Reise nach Italien.

### Geschäftsmann
Alfred Verwee erkannte bald, dass Knokke zu einer Touristenattraktion heranwachsen könnte. 1887 gründete er zusammen mit Louis Van Bunnen und Henri Dumortier eine Baugruppe. Im selben Jahr kauften sie von der Familie Lippens 34 ha 50 bis 58 ca. Dünenland im Zoutepolder zu einem Preis von 1000 BF pro ha, um es als Bauträger zu parzellieren. In den folgenden Jahren änderte sich die Sicht auf Knokke radikal.
Verwee baute seine Villa „Fleur des Dunes“ 1888 am Zeeweg (heute: Lippenslaan) in Knokke. Er setzte sich weiterhin für die Förderung der Küstenstadt ein. Zusammen mit seinem Freund und Schüler Paul Parmentier (1854–1902), dem späteren Stadtrat von Knokke, gründete er 1891 den Verein „Knocke-Attraktionen“.

### Krankheit und Tod
Ab 1892 wurde er von Rheuma geplagt und sein Gesundheitszustand verschlechterte sich. Später bekam er auch Kehlkopfkrebs. Er reiste 1895 nach Ägypten, Algerien und Südfrankreich in der Hoffnung, im wärmeren Klima Linderung seiner Krankheiten zu finden. Einige Wochen vor seinem Tod brachten ihn seine Freunde ein letztes Mal nach Knokke, damit er diese Region, die ihm so teuer war, genießen konnte. Er starb am 15. September 1895 in seinem Haus in Schaerbeek.

## Ehrungen und Auszeichnungen

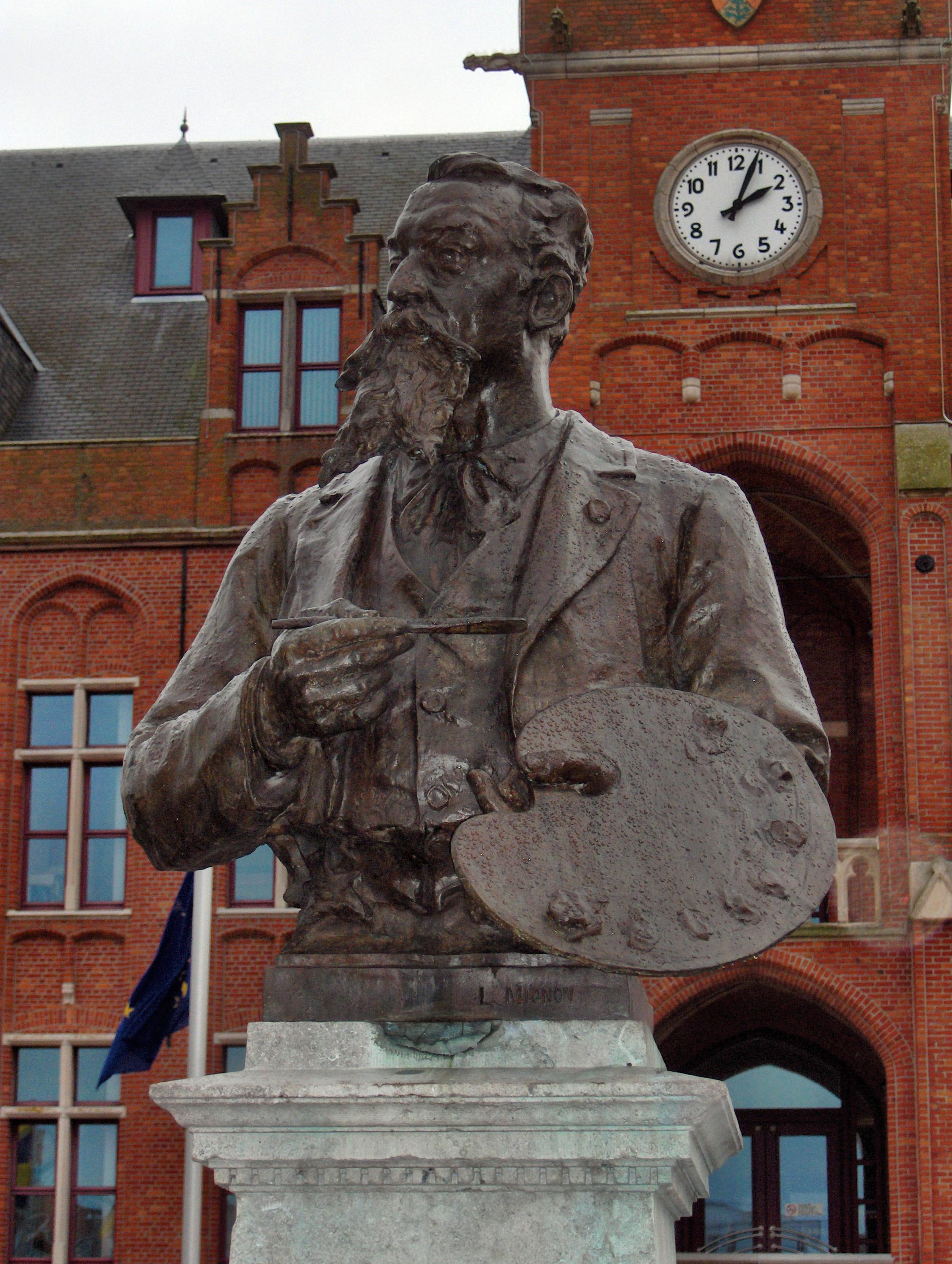
Bronzebüste von Léon Mignon (1896)

- Knokke errichtete 1896 auf dem Alfred Verweeplein eine Bronzestatue, die vom Lütticher Bildhauer Léon Mignon (1847–1898), einem Freund von Verwee, geschaffen wurde. 1903 wurde in Schaerbeek das „Denkmal Alfred Verwee“ von Charles Van der Stappen errichtet.[5]
- 1873: Medaille in Wien
- 1878 und 1880: Medaillen in Paris
- 1885: Medaille in Antwerpen

1872 wurde er zum Ritter des Leopoldsordens, 1881 zum Offizier und 1894 zum Kommandeur ernannt. 1894 wurde er zum Ritter der Ehrenlegion geschlagen.

## Ausstellungen
- 1896: Retrospektive im Museum für Moderne Kunst, Brüssel